# Vittersjö
Vittersjö är en gammal fäbod där sjön sträcker sig i både Ockelbo kommun och Gävle kommun, Gävleborgs län och ligger längs med länsväg 303 mellan Ockelbo och Hagsta. 
Intill Vittersjön finns stugområden, flera badstränder och öar. I den syd-östra delen av sjön ligger Vittersjöby.
Dala-Ockelbo-Norrsundets Järnväg gick igenom Vittersjö fäbodar förut. Järnvägsstationen finns kvar men är idag privatägd.